# HD 80607
HD 80607 es una estrella enana amarilla situada aproximadamente a 190 años luz de distancia en la constelación de la Osa Mayor. Junto con su compañera HD 80606 forma un sistema binario conocido como Struve 1341. Ambas estrellas están separadas de media unas 1200 UA.